# Browning 125
La Browning 125 fue una escopeta de dos cañones diseñada por la compañía Browning Arms Company en Bélgica en 1922.

## Historia
John Browning murió en 1926, pero su último diseño, que apareció a comienzos de la década de 1920, fue su primera escopeta de cañones superpuestos y, como tan a menudo ocurre, resultó ser un diseño de gran influencia que tuvo un efecto significativo en el mundo del tiro. Antes del diseño de Browning, algunos famosos fabricantes de armas de Londres habían producido escopetas de cañones superpuestos, pero eran muy caras y fueron FN y Browning quienes hicieron posible que un arma así fuera fabricada a un precio asequible. En la década de 1930 estas escopetas de cañones superpuestos se vendían ya en cantidades importantes tanto en Europa como en Estados Unidos, y seguían fabricándose en los años ochenta en Lieja, en la Fabrique Nationale (FN), y en Japón, por B. C. Miroku. Estas armas se fabricaban tanto con cañones estándar y con variantes estriados, un dispositivo que Browning denominó el sistema "Invector".